# Militärflugplatz Paya Lebar

i8
i11
i13
Die Paya Lebar Air Base (chinesisch 巴耶利峇空軍基地, malaiisch Lapangan Terbang Paya Lebar, Tamil பாயா லெபார் விமான தளம்) ist ein Militärflugplatz des asiatischen Stadtstaates Singapur. Er dient den Luftstreitkräften des Landes als Einsatzbasis ihrer in Singapur selbst stationierten F-15SG Kampf- sowie ihrer Lockheed C-130 Transportflugzeuge. Ein weiterer F-15-Stützpunkt ist die Mountain Home Air Force Base im US-amerikanischen Bundesstaat Idaho.
Die Basis, früher der zivile Flughafen Singapurs, deren Einflugschneise direkt über Marina Bay führt, soll in den 2030er Jahren geschlossen werden, wozu insbesondere die weit im Westen der Insel gelegene Tengah Air Base ausgebaut wird.

## Geschichte

### Paya Lebar Airport
Der Paya Lebar Airport oder Singapore International Airport wurde am 20. August 1955 durch Alan Lennox-Boyd, 1. Viscount Boyd of Merton, seinerzeit Kolonialminister, als ziviler Flughafen eröffnet. Er ersetze den Kallang Airport. Der zunächst geplante endgültige Ausbau dauerte allerdings noch bis 1958.
Die erste Ankunft war ein Garuda-Flug aus Jakarta. Der Flughafen wurde ein zweites Drehkreuz der Malayan Airways. Deren erster überregionaler Flug zu einem Flugziel außerhalb Südostasiens erfolgte 1958 nach Hong Kong mit einer von Qantas geleasten DC-4. In den folgenden Jahren wurden zunächst Turbopropflugzeuge und später Düsenverkehrsflugzeuge eingeführt.
Der Flughafen erwarb sich seinerzeit, wie Jahrzehnte später sein Nachfolger Singapur-Changi, den Ruf, „bester“ Flughafen in Asien zu sein. Die ursprünglich 2438 m lange Start- und Landebahn wurde bereits 1962 auf 2743 m verlängert.
In den Jahren von 1971 bis 1975 wuchsen die Passagierzahlen von jährlich 1,7 Millionen auf 4 Millionen, die alle in dem einzigen Terminal abgefertigt werden mussten. Da der erforderliche Ausbau am Standort Paya Lebar nicht realisiert werden konnte, begann 1975 der Bau des Flughafens Singapur-Changi am östlichen Rand der Insel.
Bevor der Umzug erfolgte, war Paya Lebar in den Jahren 1979/1980 ein Flugziel der Concorde, nachdem es 1975 bereits zu einem ersten Concorde-Besuch gekommen war. Die Flüge führte British Airways gemeinsam mit Singapore Airlines durch. Im Jahr 1981 wurde Changi schließlich eröffnet und in Paya Lebar endete der reguläre zivile Flugbetrieb. Der letzte Flug, ein Singapore-Airlines-Flug nach Frankfurt, hob am 30. Juni 1981 um 11 Uhr abends ab.

### RAF Paya Lebar
Der Flughafen wurde bereits seit seiner Eröffnung militärisch als fünfte Station der britischen Royal Air Force mitgenutzt.
Auf Grund seiner langen Start- und Landebahn diente er dem damaligen RAF Transport Command als „Airhead“. Er war eine bedeutende Drehscheibe von und ins britische Mutterland, zu Zielen in Südostasien und in die damalige Kronkolonie Hong Kong. Die Langstreckenflüge erfolgten zunächst mit Britannias-Turboprops. Später wurden die De Havilland DH.106 Comet 4C und ab 1967 die Vickers VC10 eingesetzt.
Nonstopflüge waren auf der Verbindung vom Vereinigten Königreich seinerzeit noch nicht möglich. Die VC10-Flüge, die auch nach der Übergabe der Station an Singapur weiterhin stattfanden, wurden meist über RAF Akrotiri (Zypern) und RAF Gan (Malediven) geführt.
Im September 1968 übergaben die Briten den militärischen Bereich Paya Lebars an die Streitkräfte Singapurs.

### Paya Lebar Air Base
Die militärische Nutzung des Flughafens als Paya Lebar Air Base durch fest stationierte Einheiten der Republic of Singapore Air Force (RSAF) begann 1981, dem Jahr der Verlagerung des internationalen Verkehrsflughafens an den heutigen Standort, als zunächst die 122. Staffel mit ihren Lockheed C-130 Hercules auf die Basis verlegt wurde.
Im Jahr 1983 begann der Flugbetrieb mit den zuvor in Tengah liegenden Lockheed T-33 der 131. Staffel und bereits im folgenden Jahr begann der Zulauf der SIAI-Marchetti S.211, der sich bis 1987 hinzog. Alle S.211 wurden 1986 an die 130. Staffel abgegeben, die 1993 mit ihren Flugzeugen nach RAAF Base Pearce verlegte.
Ein über einen längeren Zeitraum in Paya Lebar stationierter Flugzeugtyp war die Northrop F-5, die hier 30 Jahre, von 1985 bis 2015, lagen. Die 144. Staffel nutzte den Typ über den gesamten Zeitraum und ab 1994 kamen dann noch die 141. und 149. Staffel hinzu. Die 141. Staffel wurde dabei bereits im Jahr 2005 aufgelöst.
Die Umrüstung auf die McDonnell Douglas F-15SG begann in Paya Lebar im Jahr 2010 bei der 149. Staffel und nach Außerdienststellung der letzten F-5 2015 stellte die RSAF 2016 mit der 142. Staffel eine zweite „Strike Eagle“-Einheit auf.
Im Jahr 2019 begann der Flugbetrieb mit den Gulfstream G550-Frühwarnflugzeugen im Dienst der 111. Staffel.

## Militärische Nutzung
In Paya Lebar sind die McDonnell Douglas F-15SG-Kampfflugstaffeln der RSAF (142. und 149. Staffel) und mit der 122. Staffel eine Transportstaffel, die mit Lockheed KC-130B/C-130H/KC-130H ausgerüstet ist.
Daneben nutzen wie seinerzeit bereits die Briten die USA Paya Lebar für Truppentransporte im asiatisch-pazifischen Raum. Das Air Mobility Command der United States Air Force nutzt hierzu das Passagierterminal. Neben Zielen in Japan wird auch die Basis Diego Garcia im Indischen Ozean angeflogen.

## Zivile Nutzung
Westlich des KPE befindet sich ein Wartungszentrum der ST Engineering. Neben Flugzeugen der RSAF werden hier auch Boeing 767 gewartet und zu Frachtflugzeugen umgebaut.